# Fodinoidea
Fodinoidea é um género de traça pertencente à família Arctiidae.